# Cláudia Abreu
Cláudia Abreu (ur. 12 października 1970 w Rio de Janeiro) – brazylijska aktorka 

## Życie Prywatne
Cláudia Abreu urodziła się 12 października 1970 w Rio de Janeiro, jako córka Reginy Abreu i Helcio Varella. Gdy miała 10 lat zaczęła występować w teatrze Tablado. Gdy miała 16 lat w 1986 zaczęła grać w operach mydlanych. 
24 stycznia 2009 ukończyła studia z zakresu filozofii na Papieskim Uniwersytecie Katolickim w Rio de Janeiro.
W 1997 poślubiła José Henrique Fonseca z którym ma czworo dzieci:
- Maria Maud (ur. 6 lutego 2001)
- Felipa (ur. 21 lutego 2007)
- José Joaquim (ur. 7 lipca 2010)
- Pedro Henrique (ur. 5 października 2011)

## Filmografia (wybrane)
- 1986: Hipertensão - Luzia
- 1987: O Outro - Zezinha
- 2003-2004: Celebridade - Laura
- 2005-2006: Belissima - Vitoria Rocha
- 2008: Os Desafinados - Gloria
- 2012: Cheias de Charme - Chayene
- 2017: Cidade Proibida - Lidia
- 2017: Berenice Procura - Berenice